# Little Falls, Minnesota
Little Falls là một thành phố thuộc quận Morrison, tiểu bang Minnesota, Hoa Kỳ. Năm 2010, dân số của thành phố này là 8343 người.

## Dân số
- Dân số năm 2000: 7719 người.
- Dân số năm 2010: 8343 người.